# Джеймс Дин (фильм, 2001)
«Джеймс Дин» (англ. James Dean) — драматический телевизионный фильм 2001 года, рассказывающий о знаменитом американском актёре Джеймсе Дине, роль которого исполнил Джеймс Франко. Картину поставил режиссёр Марк Райделл, рассказывающий историю легенды Голливуда с начала его карьеры и до становления в качестве звезды кино 1950-х годов. Во второстепенных ролях снялись сам Марк Райделл, а также Майкл Мориарти, Валентина Черви, Энрико Колантони и Эми Райделл. Фильм-биография Дина начал разрабатываться на студии Warner Bros. ещё в начале 1990-х, когда место режиссёра должен был заняться Майкл Манн, а главную роль исполнить Леонардо Ди Каприо. После снятия кандидатуры Манна, претендентами были Дес МакАнуфф, Деннис Хоппер и Милко Мансевски. Райделла наняли ещё в 1996 году, но проблемы со съёмками продолжались ещё несколько лет.
В конце концов, боссы Warner Bros. решили снять телевизионный фильм для канала Turner Network Television (TNT); обе студии — Warner Bros. и TNT — являлись подразделениями компании Time Warner. Джеймс Франко получил роль Дина в мае 2000 года после проб, которые прошли около 500 претендентов. Франко тщательно изучил биографию Дина во время подготовки к роли. Премьера фильма состоялась в США на канале TNT 5 августа 2001 года, собрав, в основном, положительные отзывы критиков.

## Сюжет
1939 год. Восьмилетний Джеймс Дин живёт со своей матерью Милдред и отцом Уинтоном в Санта-Монике, Калифорния. Когда Милдред умирает от рака в 1940, Уинтон отсылает мальчика в Фэрмаунт, штат Индиана, вместе с гробом жены к её родственникам. Он не показывается на похоронах и оставляет мальчика на воспитание его тёти и дяди, живущих на ферме. Несколько лет спустя мальчик пытается наладить отношения с отцом, и впечатлить мужчину, отсылая ему различные награды и трофеи в области спортивных достижений.
Джеймс возвращается в Санта-Монику в июне 1949 вскоре после окончания школы и узнаёт, что Уинтон вновь женился. Джеймс решает стать актёром и берёт уроки актёрского мастерства у Джеймса Уитмора. Уитмор впечатлён способностями юноши и вдохновляет его на переезд в Нью-Йорк в сентябре 1951, чтобы серьёзно заняться актёрской карьерой. Несмотря на жизнь в нужде, Дин наслаждается ею. В Нью-Йорке его другом становится актёр Мартин Ландау, и у Дина начинается роман с Кристин Уайт. Обоих принимают в «Актёрскую студию». Дин получает хвалебные отзывы за игру в Бродвейских постановках и телевизионных фильмах, транслируемых на всю страну. Дин пытается поделиться радостью своего успеха с Уинтоном, но мужчина проявляет безразличие, порождая в сыне неуверенность в себе и глубокие переживания.
Режиссёр и продюсер Элиа Казан берёт Дина на главную роль в своём новом фильме «К востоку от рая», который становится голливудским дебютом актёра. Он переезжает в Голливуд в апреле 1954, где проходят съёмки картины. Там Дина знакомят с Джеком Уорнером, президентом компании Warner Bros. Studios, который решает превратить Дина в кинозвезду. Однако Уорнера беспокоит личная жизнь актёра — слухи о его бисексуальности и увлечения авто- и мото-спортом. Между тем, Дин знакомится с актрисой Пьер Анджели и влюбляется в неё — на соседней площадке актриса работает над картиной «Серебряная чаша».
Несмотря на запреты строгой матери Анджели, Джеймс и Пьер покупают пляжный домик, где живут вместе. Тем временем, эксцентричный режиссёр Николас Рэй начинает поиск актёра на главную роль своём фильме «Бунтарь без идеала», которую получает Дин. Джеймс уверен, что его изменит отношение Уинтона к нему, однако ничего не меняется. Уорнер приходит в бешенство, когда Дин не появляется на премьере фильма «К востоку от рая». Он собирается остановить съёмки «Бунтаря», но меняет решение, узнав о лестных отзывах об игре Дина. Позже Джеймс узнаёт, что Уорнер и мать Пьер виноваты в расставании Дина с возлюбленной — девушка выходит замуж за Вика Дамоне. Дин подписывает миллионный контракт на участие в крупной постановке под названием «Гигант». Его душевное равновесие теряется, что приводит к многочисленным конфликтам с режиссёром Джорджем Стивенсом.
Дин пытается понять, в чём причина отстранённости его отца. Уинтон рассказывает, что он ненастоящий его отец, и что у его матери был роман с другим, когда они были женаты. Женившись во второй раз, Уинтон не захотел воспитывать чужого ребёнка. Узнав правду, Дин испытывает облегчение, начинает снова наслаждаться своей успешной жизнью и налаживает отношения со Стивенсом. Вскоре Дин погибает в автокатастрофе — это событие потрясает деятелей кино-индустрии и миллионов поклонников актёра. Находясь в дороге в поезде, направляющемся в Индиану, Уинтон сидит рядом с гробом Дина.

## В ролях
- Джеймс Франко — Джеймс Дин
  - Кайл Чэмберс — Джеймс Дин в детстве
- Майкл Мориарти — Уинтон «Винни» Дин, отец Дина
- Валентина Черви — Пьер Анджели, итальянская актриса, возлюбленная Дина
- Энрико Колантони — Элиа Казан, режиссёр фильма «К востоку от рая»
- Марк Райделл — Джек Уорнер, глава студии «Warner Bros.», заключивший контракт с Дином
- Эми Райделл — Кристин Уайт, подружка Дина из Нью-Йорка
- Сэмюэль Гульд — Мартин Ландау, актёр и друг Дина
- Уэнди Бенсон — Джулли Харрис, коллега по фильму «К востоку от рая»
- Дэвид Паркер — Джеймс Уитмор, наставник и учитель по актёрскому мастерству из Лос-Анджелеса
- Лиза Робинс — Милдред Дин, мать Дина
- Карен Кондазян — Миссис Пьеранджели, требовательная мать актрисы Пьер Анджели
- Барри Праймус — Николас Рэй, режиссёр фильма «Бунтарь без идеала»
- Пэгги МакКей — Эмма Дин, бабушка Дина
- Эдвард Херрманн — Рэймонд Мэсси, коллега Дина по фильму «К востоку от рая», сыгравший отца персонажа Дина
- Крэйг Барнетт — Джордж Стивенс, режиссёр фильма «Гигант»
- Джоанна Линвилль — Хедда Хоппер, журналистка светской хроники
- Эндрю Прайн — Роджерс Брэкетт, Нью-Йоркский театральный режиссёр
- Лиза Блейк Ричардс — Этель Дин, вторая жена Уинтона
- Чарльз Диркоп — садовник
- Холли Бивон — Мэрилин Монро (в титрах не указана)
- Элизабет Карселль — Джуди Гарленд (в титрах не указана)

## Съёмки
В начал 1990-х годов компания Warner Bros. решила снять художественный фильм-биографию об актёре Джеймсе Дине, и студия наняла Израэля Хоровитца, чтобы написать сценарий. Одно из рабочих названий — «Джеймс Дин: непридуманная жизнь» (англ. James Dean: An Invented Life) в конце концов сменилось на «Джеймс Дин». Хоровитц пытался показать «психологический мир» Дина, выделив отношения мальчика с его отстранённым отцом. Хоровитц задался вопрос — «Почему отец отправит своего 8-летнего сына на поезде вместе с телом его матери к родственникам, даже не появился на похоронах и не вернулся за сыном?». По словам автора, это лучше помогло бы отобразить скрытую гомосексуальность актёра, нежели напрямую упоминание многочисленных скандальных слухов. Также Хоровитц хотел сконцентрироваться на романе Дина и Пьер Анджели, а также на росте Дина, как актёра — именно поэтому изображение гомосексуальности Джеймса отвлекало было от других сюжетных линий. Продюсер Марвин Ворс заявил в июле 1995 года: «Мы хотим снять хорошее кино… А не одну большую сплетню!».
Майкл Манн подписал контракт в сентябре 1993 и должен был стать режиссёром картины, начало съёмок планировалось в мае 1994. Главными кандидатами на роль были Брэд Питт и Джонни Депп — оба актёра были заинтересованы в предложении. Однако Манн хотел взять Леонардо Ди Каприо, так как по его мнению, актёр был лучшей кандидатурой. Гэри Олдмену хотели предложить роль второго плана. В марте 1994 года, Манн выбыл из проекта из-за конфликта рабочих графиков с фильмом «Схватка» (1995). Кроме того, Манн считал, что Ди Каприо слишком молод для роли, и хотел подождать ещё год .
Дэс МакАнуфф заменил Манна, начало съёмок перенесли на декабрь 1994. Пока Хоровитц был занят работой над пьесами в Европе, МакАнуфф и продюсер Марвин Ворс постоянно переписывали сценарий в июле 1994. заявленный бюджет — $20 млн. Вскоре МакАнуфф отказался режиссировать картину, его место занял Деннис Хоппер, близкий друг Дина и коллега по фильму «Бунтовщик без причины». Хоппер втретился с Ди Каприо, чтобы обсудить роль, но в итоге и Хоппер выбыл из проекта. К маю 1995 Ди Каприо всё ещё был главным кандидатом на роль, а на место режиссёра рассматривался Милчо Манчевский .
После того, как переговоры с Манчевским потерпели неудачу, Марка Райделла наняли в качестве режиссёра в феврале 1996 года. Райделл также был одним из близких друзей Дина — они оба учились в Актёрской студи в Нью-Йорке в начале 1950-х. Ди Каприо ушёл из проекта, когда попросил слишком высокий, но достойный гонорар после успеха фильмов «Ромео + Джульетта» (1996) и «Титаник» (1997). Между тем, Райделл начал также переписывать сценарий вместе с Хоровитцом, а компания Warner Bros. собиралась начать съёмки в самые короткие сроки. Дона Уоса наняли, чтобы писать музыку к картине, но позже заменили Джоном Фриззеллом. Вскоре после появления в проекте Райделла началось обсуждение кандидатуры Стивена Дорффа на роль Джеймса Дина. Итан Хоук отказался от роли.
После всех неудач, называемых в профессиональной среде «производственный Адом», продюсер Билл Гербер из Warner Bros. решил, что лучше картине изменить формат — это будет телевизионный фильм, снятый для показа на канале Turner Network Television (TNT), которым вместе с Warner Bros. владел концерн Time Warner. Гербер так прокомментировал решение: «Вряд ли студия сможет найти громкие имена за 20 миллионов долларов. Также мы столкнулись с рядом проблем в маркетинге. Он разбился в 1955 году — мы знаем, каков будет итог. Джеймс Дин не так популярен у современной зрительской аудитории». Джеймс Франко получил главную роль, и съёмки начались в июне 2000 года — они проходили в окрестностях Лос-Анджелеса и на студии Sony Pictures Studios в Калвер-Сити.

### Кастинг
Райдел начал поиск актёров в конце марта 2000 года, пытаясь отобрать актёров, которые наиболее подходили на главную роль. Кастинг проходил в Нью-Йорке, Лос-Анджелесе, Торонто, Ванкувере, Атланте, Чикаго и городах Среднего Запада. Директор по кастингу Нэнси Фой отметила, что она обращала внимание на всех — «как опытных актёров слегка за 20, так и новичков-самородков». На роль пробовались около 500 актёров, и Джеймс Франко наконец получил роль в мае 2000 года. Франко отнесся к роли, боясь, что его будут ассоциировать лишь с работой над этим проектом.
Франко много времени посвятил изучению личности Дина. Он начал выкуривать две пачки сигарет в день, но после работы над проектом бросил эту вредную привычку. Научился управлять мотоциклом, играть на гитаре, конга и бонго; изучал манеру игры, пересматривая все три его фильма — «Бунтовщик без причины», «К Востоку от Рая» и «Гигант»; прочитал несколько биографических книг; пообщался с близкими друзьями Дина — Мартином Ландау, Деннисом Хоппером, Лиз Шеридан (бывшей подружкой Дина) и Леонардом Розенманом. «Больше всего информации я получил от Мартина. Он помог мне передать привычки Дина. Во время съёмок я много времени проводил в одиночестве, так как мне кажется, что это то состояние, в котором Дин находился большую часть своей жизни, я хотел почувствовать это. Отсутствие общения с родными и любимыми людьми сильно повлияло на меня».

## Релиз
Премьера фильма состоялась на 27-м фестивале Американского кино в Довилле в июле 2001 года. После пресс-конференции состоялся показ фильма. Кроме того, на фестивале состоялся также и показ трёх картин с участием Дина — «К Востоку от Рая», «Бунтовщик без причины» и «Гигант». Канал Turner Network Television (TNT) намеревался показать фильм на национальном телевидении в июне 2001 года, но день телевизионной премьеры был передвинут на 5 августа 2001 года. Картину посмотрели 3,18 млн зрителей.

### Критика
Критики, в основном, дали картине положительные отзывы. Обозреватель The New York Times, Дэвид Томпсон, отметил, что «картина подарила поколению бэби-бумеров неповторимое чувство ностальгии по 1950-м годам». Джеймс Понивозик из Time Magazine оценил актёрское исполнение Джеймса Франко, однако на его взгляд сценарий был недостаточно оригинальным. Кен Такер из Entertainment Weekly отметил, что фильм «Джеймс Дин» наряду с картиной «Джуди Гарленд: Я и моя тень» (2001), стал революционным в телевизионном жанре.

### Награды и номинации
Райделл получил номинацию на премию Американской гильдии режиссёров, а Франко — номинацию за исполнение мужской роли в телефильме на 8-й церемонии премия Гильдии киноактёров США. Кроме того, Франко выиграл «Золотой глобус» за исполнение роли в мини-сериале или телевизионном фильме. Также «Джеймс Дин» получил несколько наград и номинации на 54-й церемонии вручения премии «Эмми». Майкл Мориарти выиграл премию за исполнение роли второго плана. Художественный отдел, возглавляемый Робертом Пирсоном, Марком Дэйбом и Лесли МакКарти-Френкенхаймер, также получил награду «Эмми» за свою работу. Среди прочих номинаций — Выдающийся телевизионный фильм, Ведущий актёр (Джеймс Франко), Режиссура (Марк Райделл), Операторская работа (Робби Гринберг), Кастинг (Нэнси Фой), Дизайн костюмов (Ивонн Блейк и Ренди Гарделл), Монтаж (Энтони Гибс), Грим (Джон М. Эллиот-Младший) и Работа стилиста (Кэрол А. О’Коннелл).

### Выход на видео
Картина вышла на DVD в январе 2002 года, выпуском занималась компания Warner Home Video. В России фильм официально не издавался.